# Saatağacı, Meriç
Saatağacı là một xã thuộc huyện Meriç, tỉnh Edirne, Thổ Nhĩ Kỳ. Dân số thời điểm năm 2011 là 181 người.